# Marianna Zorba
Marianna Zorba (grekiska: Μαριάννα Ζορμπά), född 1967 i Aten, är en grekisk sångerska och musiklärare.
Zorba representerade Grekland i Eurovision Song Contest 1997 med bidraget Horepse, som slutade på en 12:e plats med 36 poäng. Efter tävlingen gifte hon sig med kompositören för bidraget, Manolis Manouselis. Tillsammans utgör de sedan 2002 duon Notios Anemos.
Zorba och Manouselis bor sedan 2010 i Wuppertal, Tyskland, där Zorba undervisar på en grekisk skola.

## Diskografi
- Diavatirio Psixis (1995)
- Akou loipon (1996)
- Horepse (1997)
- San Minoiko Karavi (2005)